# اتغ (رخيوت)
اتغ منطقة سكنية تقع في ولاية رخيوت، التابعة لمحافظة ظفار في سلطنة عمان. يقدر عدد سكانها بـ 3 نسمة حسب إحصاء عام 2010 التابع للمركز الوطني للإحصاء والمعلومات الحكومي. رمز المنطقة هو 20410124.

## الوصلات الخارجية
- المركز الوطني للإحصاء والمعلومات، سلطنة عمان